# Toktjärnen (Mora socken, Dalarna)
Toktjärnen är en sjö i Mora kommun i Dalarna och ingår i Dalälvens huvudavrinningsområde. Sjön har en area på 0,0535 kvadratkilometer och ligger 242,9 meter över havet. Vid provfiske har elritsa fångats i sjön.

## Delavrinningsområde
Toktjärnen ingår i det delavrinningsområde (676788-144800) som SMHI kallar för Mynnar i Ickån. Medelhöjden är 247 meter över havet och ytan är 12,21 kvadratkilometer. Det finns inga avrinningsområden uppströms utan avrinningsområdet är högsta punkten. Vattendraget som avvattnar avrinningsområdet har biflödesordning 3, vilket innebär att vattnet flödar genom totalt 3 vattendrag innan det når havet efter 307 kilometer. Avrinningsområdet består mestadels av skog (62 procent) och sankmarker (23 procent). Avrinningsområdet har 0,05 kvadratkilometer vattenytor vilket ger det en sjöprocent på 0,4 procent.